# Swift Current—Maple Creek—Assiniboia
Pour les articles homonymes, voir Assiniboia.
Swift Current—Maple Creek—Assiniboia fut une circonscription électorale fédérale de la Saskatchewan, représentée de 1988 à 1997.
La circonscription de Swift Current—Maple Creek—Assiniboia a été créée en 1987 avec des parties de Swift Current—Maple Creek et d'Assiniboia. Abolie en 1996, elle fut redistribuée parmi Cypress Hills—Grasslands, Palliser et Souris—Moose Mountain.

## Députés
1. 1988-1993 — Geoff Wilson, PC
2. 1993-1997 — Lee Morrison, PR

- PC = Parti progressiste-conservateur
- PR = Parti réformiste du Canada